# Feeder (électrique)
Pour les articles homonymes, voir Feed.
En électricité, le feeder est un moyen de maintenir une continuité du courant. Il peut être utilisé pour maintenir la puissance mais aussi pour assurer une liaison d'équilibrage entre plusieurs circuits. Le Feeder prend la forme d'une ligne de distribution de courant électrique. 

## Feeder de puissance

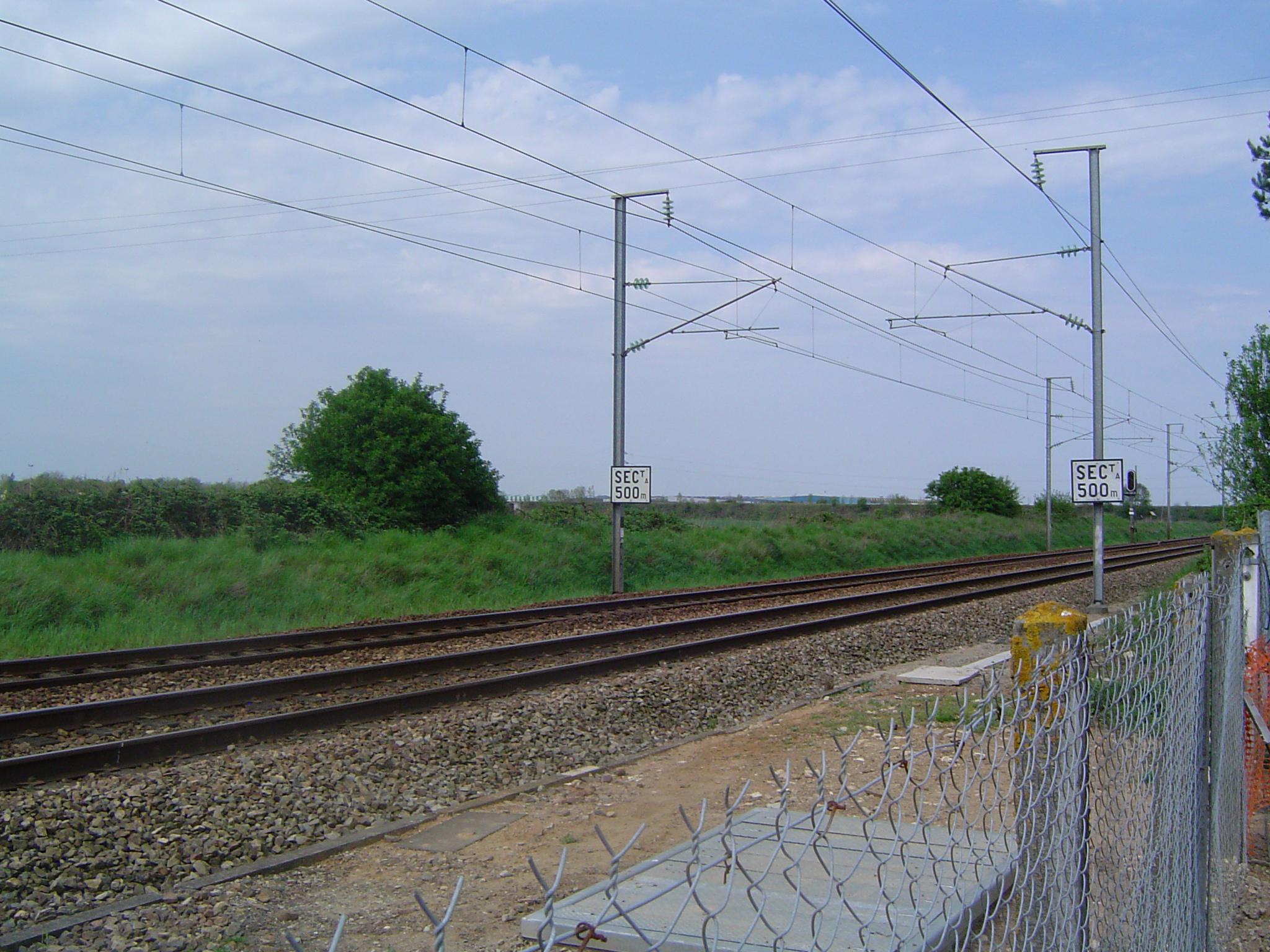
Une caténaire de 25 kV. Le feeder est constitué par la ligne située au sommet du poteau de support de la caténaire

Le Feeder de puissance permet de distribuer à certains points clés du réseau une puissance constante. Il permet en quelque sorte de compléter en permanence la puissance de sortie. Ce type de feeder correspond à la ligne haute tension qui court sur la face extérieure des supports de caténaires des lignes de TGV. Sur ces lignes, le feeder permet de maintenir la puissance sur tout le circuit lorsqu'un TGV lancé à pleine puissance de consommation capte sur son passage une part trop importante de l'énergie électrique disponible, et qui pourrait manquer aux rames qui le suivent. Sur les LGV, et les lignes classiques électrifiées en 2x 25 kV, la tension de la caténaire et du feeder est de 25 kV efficaces, mais sont en opposition de phase.

## Feeder négatif
Le Feeder négatif est une ligne permettant de relier plusieurs circuits de courants négatifs. Les trains à alimentation électriques, par exemple, reçoivent l'électricité de puissance par une caténaire et évacuent le courant de sortie (neutre dans le cas de l'alternatif, négatif dans le cas du courant continu) par le rail. Pour que l'évacuation puisse toujours se faire dans des conditions optimales, il faut donc que tous les rails soient reliées entre eux pour recevoir le courant de sortie. Lorsque des circuits de rails sont isolés les uns des autres (comme dans le cas des tramways ou des métros par exemple), on les relie entre eux par un Feeder négatif.